# Paul Kirchhof

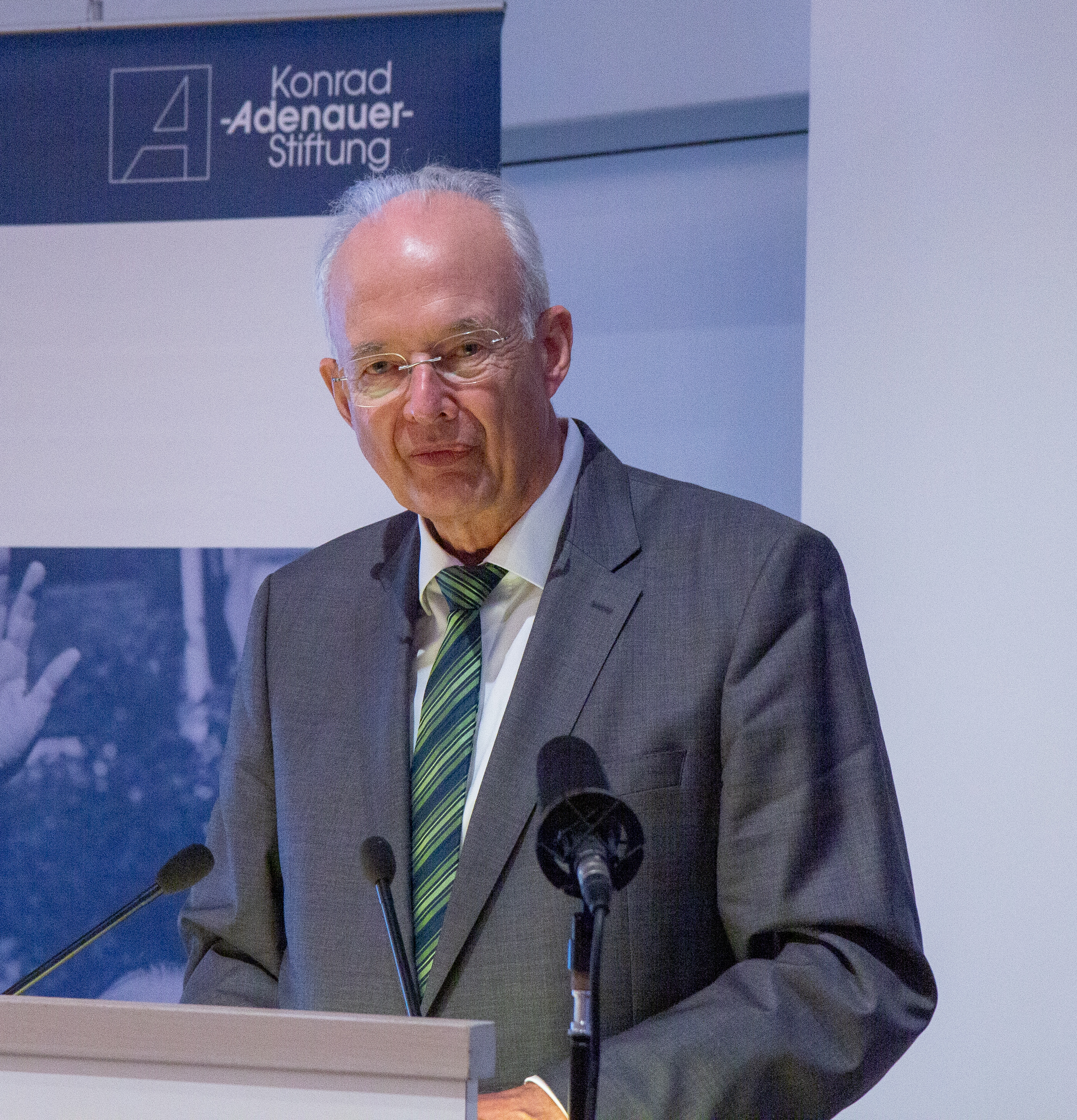
Paul Kirchhof bei der Buchvorstellung Ohne Familie ist kein Staat zu machen (2018)

Paul Kirchhof (* 21. Februar 1943 in Osnabrück) ist ein deutscher Verfassungs- und Steuerrechtler. Kirchhof hatte an der Universität Heidelberg einen Lehrstuhl für Staatsrecht inne und war Direktor des Instituts für Finanz- und Steuerrecht. Am 7. Juni 2013 hielt er seine Abschiedsvorlesung. Von 1987 bis 1999 war er Richter des Bundesverfassungsgerichts.
Paul Kirchhof ist ein Jurist auf den Gebieten des Staatsrechts, der Finanzverfassung und des Steuerrechts sowie des Europarechts. Seine Forschungen und Arbeiten haben über Jahrzehnte die Entwicklung der Ertragssteuern, des Verfassungsrechts und der europäischen Integration Deutschlands geprägt. Er ist Mitherausgeber des zehnbändigen Handbuchs des deutschen Staatsrechts und eines Kommentars zum Einkommensteuerrecht.

## Biographie

### Ausbildung und akademische Tätigkeit
Kirchhof ging in Osnabrück und ab 1953 in Karlsruhe (Bismarck-Gymnasium) zur Schule, wo sein Vater Richter am Bundesgerichtshof war. Paul Kirchhof war Stipendiat der Bischöflichen Studienförderung Cusanuswerk. Nach dem juristischen Studium an der Albert-Ludwigs-Universität Freiburg und der Ludwig-Maximilians-Universität München (Staatsprüfungen in München 1966 und Stuttgart 1969) wurde er bei Peter Lerche an der Ludwig-Maximilians-Universität München mit der Dissertation Der Begriff der hoheitsrechtlichen Befugnisse in Artikel 33 Absatz IV des Grundgesetzes zum Dr. jur. promoviert. Danach war er wissenschaftlicher Assistent bei Klaus Vogel am Institut für deutsches und internationales Steuerrecht an der Universität Heidelberg und habilitierte sich 1974 an der Juristischen Fakultät für die Fächer Staats- und Verwaltungsrecht, insbesondere Wirtschaftsverwaltungsrecht, Finanz- und Steuerrecht sowie Verwaltungslehre mit der Arbeit Verwalten durch mittelbares Einwirken.
Von 1975 bis 1981 war Kirchhof ordentlicher Professor für Öffentliches Recht und als Nachfolger Friedrich Kleins Direktor des Instituts für Steuerrecht an der Universität Münster. Auf Kirchhof folgte Dieter Birk. Von 1976 bis 1978 war er Prorektor. 1981 wurde Kirchhof Professor an der Universität Heidelberg und Direktor des dortigen Instituts für Finanz- und Steuerrecht.
Kirchhof ist Mitglied der katholischen Studentenverbindungen K.St.V. Rheno-Palatia Freiburg, K.St.V. Saxonia München, K.S.St.V. Alemannia München sowie Ehrenphilister des KStV Arminia Bonn im KV. Er ist seit 2016 Ehrenmitglied der K.D.St.V. Ferdinandea-Prag zu Heidelberg im CV und seit 2017 außerdem Ehrenmitglied der KDStV Arminia Heidelberg im CV.

### Verfassungsrichter (1987–1999)
1987 wurde Kirchhof auf Vorschlag der CDU als parteiloser Richter in den Zweiten Senat des Bundesverfassungsgerichts in Karlsruhe berufen, dem er bis 1999 angehörte. Unter seinem Einfluss entstand der viel beachtete Auftrag an den Gesetzgeber, Betreuungs- und Erziehungskosten von Kindern beim Existenzminimum steuerlich zu berücksichtigen. Ebenso argumentiert er, dass die Grundrechte und weitere Wertungen des Grundgesetzes einen besonderen Schutz von Ehe und Familie enthielten, der sich auch auf die Steuerpolitik erstrecke. Der Steuergesetzgebung sei vorgegeben, Ehen und Familien mit unternehmerischen Erwerbsgemeinschaften mindestens gleich zu behandeln oder besserzustellen. Es dürfe nicht nur Unternehmern erlaubt sein, Einnahmen und Ausgaben zu verrechnen. Diese Möglichkeit müsse Gemeinschaften wie Ehen und Familien ebenso offenstehen.

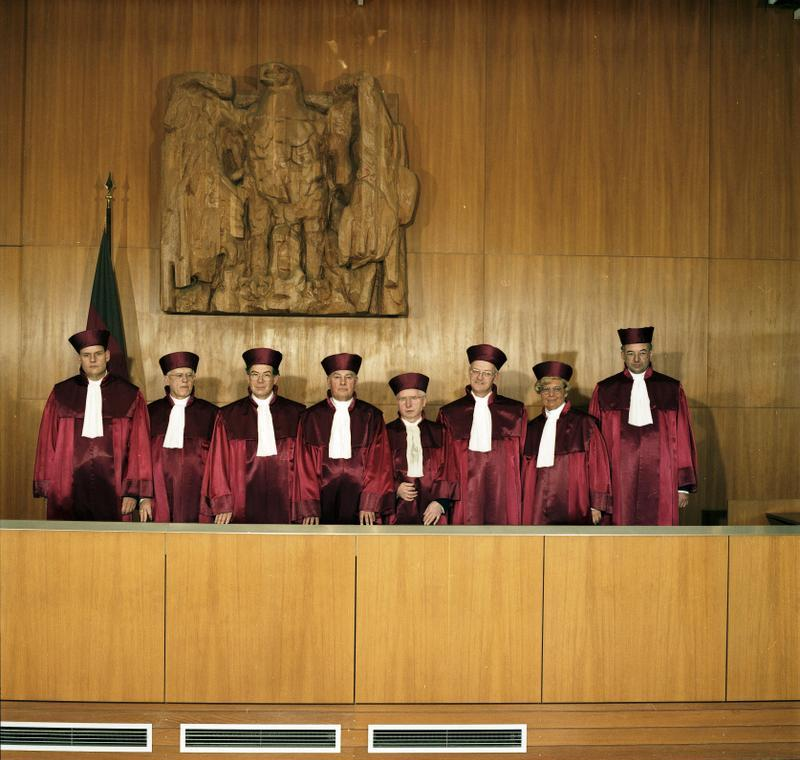
II. Senat 1989 mit Paul Kirchhof ganz rechts

Neben der Steuerpolitik war Kirchhof einer der europaskeptischen Richter im Zweiten Senat, was sich besonders im Maastricht-Urteil (BVerfGE 89, 155) niederschlug, an dem er als Berichterstatter maßgeblich beteiligt war. Die dort vertretene Ansicht, dass das Bundesverfassungsgericht eine Prüfungskompetenz bezüglich „ausbrechender Rechtsakte der Gemeinschaft“ innehabe, hat zu erheblichen Diskussionen in der Wissenschaft geführt. Diese Linie ist nach seinem Ausscheiden aus dem Senat vom BVerfG zwar deutlich relativiert (Bananenmarktordnungs-Beschluss, BVerfGE 102, 147), aber nicht ausdrücklich verworfen worden.
1995 hat er als Berichterstatter in einem Verfahren zur Berechnung der steuerlichen Einheitswerte (BVerfGE 93,121, Beschluss v. 22.6.1995 – Einheitswerte II) den sog. Halbteilungsgrundsatz erfunden. Danach dürfe der Staat dem Bürger nicht mehr als ungefähr die Hälfte seines Einkommens wegsteuern. Kritiker, wie Ernst-Wolfgang Böckenförde, sahen darin eine zu große Einschränkung der Regierung in der Steuerpolitik. Dennoch wurde der Grundsatz von einer breiten Mehrheit im 2. Senat mitgetragen. Im Jahre 2006 wurde die Entscheidung jedoch revidiert (BVerfG, Beschluss v.18.1.2006 - 2 BvR 2194/99).
Weitere wichtige Entscheidungen, an denen Kirchhof beteiligt war, waren die Euroentscheidung sowie die Entscheidung zu Somalia und dem AWACS-Einsatz.

#### Rechtsprechung
Aus der Rechtsprechung sind folgende Entscheidungen hervorzuheben, an denen Kirchhof mitwirkte (Fundstellen sind im BVerfGE-Format angegeben):
- Kinderexistenzminimum I (BVerfGE 99, 246), Kinderexistenzminimum II (BVerfGE 99, 268), Kinderexistenzminimum III (BVerfGE 99, 273) – Eltern können, wenn sie einen Teil ihres Einkommens zur Erfüllung ihrer Unterhaltspflicht an ihre Kinder weitergeben, auch nicht in der Weise verfügen, dass sie daraus Steuern zahlen. Dieser Teil ihres Einkommens gehört den Kindern. Der Teil kann nach der Rechtsordnung nicht den Eltern, sondern muss den Kindern zugerechnet werden.
- Familienlastenausgleich II (BVerfGE 99, 216) – Gleichstellung von Familien und nichtehelichen Lebensgemeinschaften hinsichtlich Kinderbetreuungskosten
- Verfassungswidrigkeit von konfiskatorischen Abgaben, insbesondere Vermögensteuer (BVerfGE 93, 121). In diesem Urteil etablierte das Bundesverfassungsgericht unter Federführung von Kirchhof den später wieder aufgegebenen so genannten Halbteilungsgrundsatz.
- Zinsbesteuerung (BVerfGE 84, 239) – Eine Besteuerung der Kapitalerträge, die ausschließlich auf der Steuererklärung (Deklaration) beruht, ohne kontrolliert werden zu können (Verifikation), leidet an einem strukturellen Vollzugsdefizit und verstößt deshalb gegen den Gleichheitssatz.
- Maastricht-Urteil (BVerfGE 89, 155)
- Euro-Entscheidung (BVerfGE 97, 350)
- Finanzverfassung: Entscheidungen zum Finanzausgleich zwischen Bund und Ländern: Finanzausgleich II (BVerfGE 86, 118) und Finanzausgleich III (BVerfGE 101, 158); Verfassungswidrigkeit des „Kohlepfennigs“ (BVerfGE 91, 186)
- Überhangmandate II (BVerfGE 95, 335): Das Gericht wies durch Patt eine Normenkontrollklage gegen Überhangmandate bei Bundestagswahlen zurück. Kirchhof gehörte zu jenen Richtern, die die Überhangmandate und das bestehende Wahlsystem bestätigte.

Auch nach seinem Ausscheiden aus dem Amt ist der Einfluss seines Wirkens erkennbar:
- Spekulationssteuer-Urteil: Das Gericht erklärt Teile des Einkommensteuergesetzes für nichtig, die Veräußerungsgewinne bei Wertpapieren belasten, solange ein strukturelles Vollzugsdefizit besteht und nur ehrliche Steuerpflichtige belastet werden (BVerfGE 110, 94).

### Kirchhof-Modell und Wahlkampf 2005
Von 2000 bis 2001 leitete Kirchhof neben dem Lehrstuhl an der Juristischen Fakultät zusätzlich die Forschungsgruppe Bundessteuergesetzbuch an der Universität Heidelberg und erarbeitete dort ein eigenes Steuermodell. Dieses sogenannte Kirchhof-Modell basiert auf den Grundsätzen eines sich aus dem Wirtschaftsleben heraushaltenden Staates und soll das Steuerrecht erheblich vereinfachen.
CDU und CSU standen dem Kirchhof-Modell positiv gegenüber. Das Einkommensteuerkonzept mit drei Grenzsteuersätzen, das im Jahr 2003 von Friedrich Merz vorgestellt wurde, basierte teilweise auf den Vorarbeiten der Forschungsgruppe Bundessteuergesetzbuch.
Im Bundestagswahlkampf 2005 gehörte der parteilose Kirchhof zum Kompetenzteam der CDU-Kanzlerkandidatin Angela Merkel und sollte als Finanzminister ihrem ersten möglichen Kabinett angehören. Kirchhofs steuerpolitische Vorschläge wurden im Wahlkampf zu einem der zentralen Streitpunkte, obwohl eine Umsetzung in der nächsten Legislaturperiode nicht zur Debatte stand und sowohl CDU/CSU als auch der präsumptive FDP-Koalitionspartner ein anderes Steuermodell in ihren Wahlkampfprogrammen führten. Rückblickend kritisierte Günter Bannas (FAZ) die Rolle Kirchhofs im Wahlkampf. Bannas attestierte ihm als „Überzeugungstäter der reinen Lehre“ eine mangelnde Vertrautheit „mit den Tiefen und Untiefen der Politik und der politischen Kommunikation“. So habe er sich im Wahlkampf dazu verleiten lassen, vom CDU-Wahlprogramm abweichende Thesen zur Vereinfachung von Steuertarifen öffentlich zu erläutern. Mit Äußerungen zur Besteuerung von Nachtzuschlägen von Krankenschwestern und Schichtarbeitern brachte er ganze Wählergruppen gegen die CDU auf.
Auch frühere Äußerungen zur Familie wurden Gegenstand des Wahlkampfs. Im Jahre 2002 hat Kirchhof in einem Vorwort zu einem Buch (Abenteuer Familie) von Jürgen und Martine Liminski über deren Familie mit zehn Kindern geschrieben, „die Mutter“ mache „in der Familie“ […] „Karriere“, als „Familienmanagerin“ gebe sie ihren Kindern „vor allem Zeit. [Sie] gibt ihnen auf dieser Grundlage Zärtlichkeit, Zuwendung und ein Zuhause […]. Auch der Vater sieht seine erste Verantwortung in seinem Familienberuf und erst dann in seinem Erwerbsberuf“. Der Vater erziehe „die Kinder in ihrer Zugehörigkeit zu Familie, Staat, marktwirtschaftlicher Ordnung, Kulturgemeinschaft und Kirche“.
In der Folge wurde dieses Plädoyer als grundsätzliche weltanschauliche Stellungnahme wahrgenommen, und zum Teil – beispielsweise von Bundeskanzler Gerhard Schröder im TV-Duell mit Angela Merkel – als „reaktionär“ und „anti-emanzipatorisch“ kritisiert. In späteren Interviews verwahrte sich Kirchhof gegen diesen Vorwurf und verwies darauf, dass sich das Vorwort ausdrücklich auf die 12-köpfige Familie Liminski in dem Buch beziehe, die zwar in ihrer Kindererziehung ein „Ideal“ darstelle, das aber nicht als Maßstab für jedermann verallgemeinert werden dürfe, was aber im Wahlkampf 2005 „böswillig“ geschehen sei. Die heutige Lebenssituation junger Frauen entspreche der seiner beiden Töchter und seiner beiden Schwiegertöchter, sie verbänden Familie und Beruf.
Aufgrund des Wahlergebnisses kam es zu einer großen Koalition zwischen CDU/CSU und SPD. Kirchhof erklärte, für eine große Koalition nicht zur Verfügung zu stehen.

### Weitere Tätigkeiten nach 2000
Von 2001 bis 2007 war Kirchhof Vorsitzender der deutschen Steuerjuristischen Gesellschaft.
Ab 2003 war Kirchhof Mitherausgeber der christlichen Wochenzeitung Rheinischer Merkur.
Er war Ende 2004 bis zum 15. Juli 2006 Mitglied des Aufsichtsrats der Deutschen Bank AG sowie Mitglied des Aufsichtsrats der Allianz Leben. Außerdem war er Beisitzer im Vorstand der Görres-Gesellschaft.
Er war Präsident des 65. und 66. Deutschen Juristentages (2004 bzw. 2006). Kirchhof wurde die Ehrendoktorwürde 2006 durch die Universität Osnabrück sowie 2008 von der Ukrainischen Freien Universität München verliehen.
Kirchhof war von 2013 bis 2015 Präsident der Heidelberger Akademie der Wissenschaften.
Im Sommersemester 2016 lehrte er im Rahmen der Otto-von-Freising-Gastprofessur an der Katholischen Universität Eichstätt-Ingolstadt.

### Familie
Paul Kirchhof ist der Sohn des ehemaligen Richters am Bundesgerichtshof Ferdinand Kirchhof sr. und der Bruder des späteren Vizepräsidenten des Bundesverfassungsgerichts Ferdinand Kirchhof. Sein Großvater war Tischlermeister und Holzschnitzer. Paul Kirchhof ist römisch-katholisch, verheiratet und hat zwei Söhne und zwei Töchter, darunter Charlotte Kreuter-Kirchhof und der Augsburger Juraprofessor Gregor Kirchhof.

## Politische Standpunkte

### Familienpolitik
Der Schutz sowie die Förderung der Familie bilden einen zentralen Punkt in der politischen Überzeugung Kirchhofs. Als Verfassungsrichter setzte er sich für eine Besserstellung von Familien und Kindern ein. Er argumentiert, dass es jedem freistehe, ob er heiratet und Kinder hat – sollten jedoch alle oder bereits mehrheitlich die Menschen sich dagegen entscheiden, würden – logisch zu Ende gedacht – Gesellschaft und Staat wirtschaftlich kollabieren (Diogenes-Paradoxon, Böckenförde-Dilemma). Daher sei es Staatsaufgabe, eine aktiv fördernde Position zu beziehen.
Kirchhof spricht sich in der Familienpolitik für eine bessere Vereinbarkeit von Familie und Beruf aus. Er fordert eine bessere Betreuung durch mehr Krippen- und Kindergartenplätze sowie bessere Rückkehrgarantien zum Arbeitsplatz, aber dezidiert auch eine Stärkung der Rechte (z. B. bei der Rente) von erziehenden, nicht arbeitenden Müttern.
In der Kontroverse um das Lebenspartnerschaftsgesetz im Jahr 2001 leitete Kirchhof aus Art. 6 Grundgesetz, der Ehe und Familie unter den „besonderen Schutze der staatlichen Ordnung“ stellte, ein Abstandsgebot ab, welches eine rechtliche Gleichstellung von homosexuellen Partnerschaften mit der Ehe verbiete. Das Bundesverfassungsgericht folgte dieser Auffassung seines früheren Mitglieds später nicht und entschied, dass das Grundgesetz eine besonders aktive Förderung von Ehe und Familie verlange, aber kein Abstandsgebot kenne.

### Rentenpolitik
Im deutschen Rentensystem befürwortet er eine stärkere zweite Säule nach dem Kapitaldeckungsprinzip neben dem derzeitigen Kapitalumlageprinzip, langfristig sogar den kompletten Umstieg auf das Kapitaldeckungsprinzip, dies allerdings mit staatlicher Unterstützung. Paul Kirchhof geht davon aus, dass in mittelfristiger Sicht die Beitragszahler nicht mehr für die Menschen in der Rente aufkommen könnten, da dann je nach Modell ein Rentner auf zwei Beitragszahler komme.
Ökonomen argumentieren allerdings oft, dass auch kapitalgedeckte Systeme von der Alterung nicht unbetroffen bleiben, vgl. Kapitaldeckungsverfahren.

### Steuerpolitik
Kirchhof wollte im Falle einer möglichen Koalition zwischen CDU/CSU und FDP in der 16. Legislaturperiode als Bundesfinanzminister die Steuerpolitik der Regierung umsetzen. Langfristig strebt er anstelle des in Deutschland üblichen progressiven Verlaufs der Einkommensteuer einen Grenzstufentarif von 15, 20 und 25 % für alle Einkommensgruppen an. Freibeträge und Sozialausgleich sorgen aber auch im Steuermodell von Kirchhof für eine indirekte Progression des Durchschnittssteuersatzes. Im Jahr 2011 legte Kirchhof seine Vorschläge zur Reform des Bundessteuergesetzes vor.
Kirchhof hat sich lange gegen eine Umsatzsteuererhöhung ausgesprochen, wollte sie dann aber im Zusammenhang mit einer Senkung der Lohnnebenkosten und einer Ausnahme für den ermäßigten Umsatzsteuersatz von 7 % mittragen. Inzwischen bezeichnet Kirchhof die vom Bundestag Ende Mai 2006 beschlossene Erhöhung der Umsatzsteuer unumwunden als „verfassungswidrig“. Er ermuntert sogar jeden, Verfassungsbeschwerde dagegen einzulegen.
Die kontrovers diskutierten Vorschläge von Paul Kirchhof werden im Artikel Kirchhof-Modell beschrieben.
Kirchhof war Botschafter der Initiative Neue Soziale Marktwirtschaft.

### Rundfunkgebührenrecht
Die Reform des Rundfunkgebührenmodells zum 1. Januar 2013, die nicht mehr Rundfunkgerätebesitzer, sondern Inhaber von Wohnungen abgabenpflichtig macht, geht auf ein Gutachten Kirchhofs im Auftrag von ARD, ZDF und Deutschlandradio zurück.

### Rettungsschirme
Kirchhof brachte am 21. März 2013 seine Meinung über staatliche Rettungsschirme in einem in der Frankfurter Allgemeinen Zeitung veröffentlichten Artikel Wachstum ohne Wert zum Ausdruck: Kreditfinanzierte Rettungsschirme wirken destabilisierend.

### Europäische Finanzpolitik
2020 kritisierte er die Zinspolitik der Europäischen Zentralbank. Die EZB verletzte „die verfassungsrechtlich garantierte Substanz einer modernen Form des Privateigentums“ und betreibe „gerade die größte Umverteilung in der Geschichte der Europäischen Union.“ Ihre Politik mache „den Besitzer von Sachwerten reicher und den Sparer ärmer“.

## Mitgliedschaften
- Paul Kirchhof ist seit 1974 Mitglied der Vereinigung der Deutschen Staatsrechtslehrer.
- Seit 1975 Mitglied der Deutschen Steuerjuristischen Gesellschaft.
- Seit 2000 Mitglied der Heidelberger Akademie der Wissenschaften.
- Von 2001 bis 2011 Mitglied der Päpstliche Akademie der Sozialwissenschaften.
- Seit 2011 Mitglied der Jury des Hanns Martin Schleyer-Preis der Hanns Martin Schleyer-Stiftung.
- Seit 2018 Korrespondierendes Mitglied der Braunschweigische Wissenschaftliche Gesellschaft.
- Paul Kirchhof ist Gründungsmitglied und seit 2018 Mitglied des Beirats der Steuerrechtswissenschaftlichen Vereinigung Heidelberg.
- Er ist Mitglied der Ludwig-Erhard-Stiftung.
- Vorsitzender des Kuratoriums der Eugen-Biser-Stiftung
- Vertrauensdozent des Cusanuswerks in Heidelberg

## Werke (Auswahl)
- Bundessteuergesetzbuch, Ein Reformentwurf zur Erneuerung des Steuerrechts. C.F. Müller, Heidelberg 2011, ISBN 978-3-8114-5429-3.
- Das Maß der Gerechtigkeit: Bringt unser Land wieder ins Gleichgewicht! Droemer/Knaur, München 2009, ISBN 978-3-426-55406-7.
- Das Gesetz der Hydra. Gebt den Bürgern ihren Staat zurück. Droemer Vg., München 2006, ISBN 3-426-27407-8, (Rezension: Der Staat als Bestechungsagentur).
- Die Erneuerung des Staates. Eine lösbare Aufgabe. Herder, Freiburg 2006, ISBN 3-451-29074-X.
- Freiheitlicher Wettbewerb und staatliche Autonomie – Solidarität. In: ORDO – Jahrbuch für die Ordnung von Wirtschaft und Gesellschaft, Band 56, 2005, S. 55–60.
- Perspektiven eines modernen Steuerrechts: Festschrift für Hermann Otto Solms. Berlin 2005, ISBN 978-3-503-09081-5.
- Der Weg zu einem neuen Steuerrecht. Klar, verständlich, gerecht. 2005, dtv-Taschenbücher Band 34216, ISBN 3-423-34216-1.
- mit Josef Isensee (Hrsg.): Handbuch des Staatsrechts der Bundesrepublik Deutschland. 3. Auflage. (ab 2003), 13 Bände, C.F. Müller, Heidelberg.
- Einkommensteuergesetz – Kompaktkommentar. C.F. Müller, Heidelberg, 10. Auflage 2011, ISBN 978-3-8114-2104-2.
- Einkommensteuergesetz, Großkommentar. mit Hartmut Söhn und Rudolf Mellinghoff, Loseblattwerk, 20 Ordner, 1987–2013, ISBN 978-3-8114-1213-2.
- Einkommensteuer-Gesetzbuch. C.F. Müller, Heidelberg 2005, ISBN 3-8114-5136-7.
- Der Staat – eine Erneuerungsaufgabe. Herder 2005, ISBN 3-451-05555-4.
- Der Staat als Garant und Gegner der Freiheit. Schöningh 2004, ISBN 3-506-71772-3.
- Der sanfte Verlust der Freiheit. Carl Hanser Verlag, München 2004, ISBN 3-446-22689-3.
- Besteuerung im Verfassungsstaat, Beiträge zur Ordnungstheorie und Ordnungspolitik. 2000, ISBN 3-16-147456-2.
- Maßstäbe und Verfahren zur Verteilung der Umsatzsteuer nach Art. 106 Abs. 3 und Abs. 4, S. 1 GG. gemeinsam mit Wilhelm Geiger, Karl-Heinrich Hansmeyer, Karl Maria Hettlage, Gunter Kisker, Fritz Ossenbühl, Dieter Pohmer, Klaus Vogel, in: Heft 30 der Schriftenreihe des Bundesministeriums der Finanzen, 1981
- Verwalten durch mittelbares Einwirken. Heymann, Köln [u. a.] 1977, ISBN 3-452-18260-6. (Habilitationsschrift)
- Der Begriff der hoheitsrechtlichen Befugnisse in Artikel 33 Absatz IV des Grundgesetzes. München 1968. (Dissertation)
- Deutschland im Schuldensog. Der Weg vom Bürgen zurück zum Bürger. C. H. Beck, München 2012, ISBN 978-3-406-64043-8.
- Gutachten über die Finanzierung des öffentlich-rechtlichen Rundfunks. 2010, erstattet im Auftrag der ARD, des ZDF und D Radio[16]

## Ehrungen, Preise und Anerkennungen
Folgende Ehrungen wurden Paul Kirchhof zuteil:
- Bundesverdienstkreuz (Großes Verdienstkreuz mit Stern und Schulterband der Bundesrepublik) (1999)
- Österreichisches Ehrenkreuz für Wissenschaft und Kunst I. Klasse (2000)
- Komturkreuz des Päpstlichen Silvesterordens (2002)
- Verdienstmedaille des Landes Baden-Württemberg (2003)
- Lichtenberg-Medaille der Göttinger Akademie der Wissenschaften (2004)
- Bayerischer Verdienstorden (2006)
- Ehrendoktorwürde (Dr. iur. h. c.) der Universität Osnabrück (2006)
- Ehrendoktorwürde der Ukrainischen Freien Universität München (2008)
- Bayerischer Maximiliansorden für Wissenschaft und Kunst (2014)

Kirchhof hat folgende Preise verliehen bekommen:
- Heinrich-Brauns-Preis (2000)
- Hayekpreis (2000)
- Ludwig-Erhard-Preis für Wirtschaftspublizistik (2000)
- Hanns Martin Schleyer-Preis für 2000 (2001)
- Georg-von-Hertling-Medaille des KV (2001)
- Eugen-Bolz-Preis (2001)
- Oswald-von-Nell-Breuning-Preis (2003)
- Reformer des Jahres 2003 von den Lesern der FAS und der INSM (2003)
- Meisterpreis des Handwerks Köln (2005)
- Paul-Schnitker Preis des Handwerks Münster (2005)
- Jacob-Grimm-Preis Deutsche Sprache für seine Verdienste um die Sprache des Rechts und das deutsche Sprachenrecht (2005)[19]
- Deutscher Mittelstandspreis (2005) des 'markt intern'-Verlages u. a. wegen seines beherzten Eintretens für Redlichkeit und Praktikabilität im Steuerwesen[20]
- Pforzheimer Wissenschaftspreis für Hochschule und Wirtschaft (2006)
- Buch des Jahres (Das Gesetz der Hydra) des Bundesverbandes Deutscher Unternehmensberater (2006)
- Heinz Herbert Karry-Preis für Verdienste um das Gedeihen und den Ausbau des freiheitlichen, demokratischen und sozialen Rechtsstaats (2007)
- Ludwig-Erhard-Medaille für Verdienste um die Soziale Marktwirtschaft (2007)
- Hermann-Ehlers Preis (2007)
- Augustin-Bea-Preis (2008)
- Publizistikpreis der Friedrich-August-von-Hayek-Stiftung (2009)
- Goldene Peutinger-Medaille (2010)
- Sparlöwe (2010)
- Vordenker-Preis des FINANZFORUM VORDENKEN (2011)[21]
- Schader-Preis (2012)
- EWS Award (2012)
- Preis der Deutschen Stiftung Eigentum (2012)
- Alexander-Rüstow-Plakette der Aktionsgemeinschaft Soziale Marktwirtschaft[22] (2013)
- Ordo Socialis Preis (2013)
- Goldene Verdienstmedaille des Deutschen Familienverbandes (2014)
- Ehrenring der Görres-Gesellschaft (2017)
- Carl-Friedrich-Gauß-Medaille (2018)